# Bertonico
Bertonico är en ort och kommun i provinsen Lodi i regionen Lombardiet i Italien. Kommunen hade 1 118 invånare (2018).